# Matty Simmons
Matty Simmons (Brooklyn, 3 ottobre 1926 – Los Angeles, 29 aprile 2020) è stato un produttore cinematografico e editore statunitense.
Contribuì alla nascita di National Lampoon e ai film appartenenti alla società, lavorando con Douglas Kenney, Chevy Chase e Harold Ramis.